# 演武乡 (环县)
演武乡，是中华人民共和国甘肃省庆阳市环县下辖的一个乡镇级行政单位。

## 行政区划
演武乡下辖以下地区：
曳郭嘴村、杨家洼村、佛家岔村、黑泉河村、刘坪村、黄山村、路家原村、吴家原村和走马硷村。